# Stazione meteorologica di Capaccio
La stazione meteorologica di Capaccio è la stazione meteorologica di riferimento relativa alla località di Capaccio Paestum.

## Coordinate geografiche
La stazione meteo si trova nell'Italia meridionale, in Campania, in provincia di Salerno, nel comune di Capaccio Paestum, a 450 metri s.l.m. e alle coordinate geografiche 40°25′N 15°05′E.

## Dati climatologici
In base alla media trentennale di riferimento 1961-1990, la temperatura media del mese più freddo, gennaio, si attesta a +6,8 °C; quella del mese più caldo, agosto, è di +24,4 °C  .
| Capaccio           | Mesi | Mesi | Mesi | Mesi | Mesi | Mesi | Mesi | Mesi | Mesi | Mesi | Mesi | Mesi | Stagioni | Stagioni | Stagioni | Stagioni | Anno |
| Capaccio           | Gen  | Feb  | Mar  | Apr  | Mag  | Giu  | Lug  | Ago  | Set  | Ott  | Nov  | Dic  | Inv      | Pri      | Est      | Aut      | Anno |
| ------------------ | ---- | ---- | ---- | ---- | ---- | ---- | ---- | ---- | ---- | ---- | ---- | ---- | -------- | -------- | -------- | -------- | ---- |
| T. max. media (°C) | 9,9  | 9,9  | 12,6 | 16,0 | 19,8 | 24,3 | 28,7 | 29,2 | 25,4 | 20,9 | 15,8 | 12,0 | 10,6     | 16,1     | 27,4     | 20,7     | 18,7 |
| T. min. media (°C) | 3,7  | 4,0  | 5,7  | 8,6  | 11,7 | 15,6 | 19,1 | 19,6 | 16,5 | 13,0 | 9,1  | 5,9  | 4,5      | 8,7      | 18,1     | 12,9     | 11,0 |